# Кубок Бельгії з футболу 2008—2009
Кубок Бельгії з футболу 2008–2009 (нід. Beker van België) — 54-й розіграш кубкового футбольного турніру в Бельгії. Володарем кубку втретє став Генк.

## Календар
| Раунд           | Дата                          | Матчі | Клуби     |
| --------------- | ----------------------------- | ----- | --------- |
| Перший раунд    | 26-27 липня 2008              | 88    | 244 → 156 |
| Другий раунд    | 1-3 серпня 2008               | 44    | 156 → 112 |
| Третій раунд    | 9-10 серпня 2008              | 38    | 112 → 74  |
| Четвертий раунд | 16-17 серпня 2008             | 28    | 74 → 46   |
| П'ятий раунд    | 23-24 серпня 2008             | 14    | 46 → 32   |
| 1/16 фіналу     | 11-12 листопада 2008          | 16    | 32 → 16   |
| 1/8 фіналу      | 11-21 січня 2009              | 8     | 16 → 8    |
| 1/4 фіналу      | 27-28 січня/4-17 лютого 2009  | 8     | 8 → 4     |
| 1/2 фіналу      | 3-4 березня/21-22 квітня 2009 | 4     | 4 → 2     |
| Фінал           | 23 травня 2009                | 1     | 2 → 1     |

## 1/16 фіналу
| Команда 1                      | Рахунок      | Команда 2               |
| ------------------------------ | ------------ | ----------------------- |
| 11 листопада 2008              |              |                         |
| Серкль (Брюгге)                | 2:1          | Расинг (Мол-Везель) (3) |
| Остенде (2)                    | 0:1          | Зюлте-Варегем           |
| Дендер                         | 3:1          | Дессел Спорт (3)        |
| Локерен                        | 2:1          | Дігем Спорт (3)         |
| Тюрнгаут (3)                   | 1:4          | Руселаре                |
| Монс                           | 0:2          | Льєрс (2)               |
| Мускрон                        | 3:1          | Тюбіз                   |
| Андерлехт                      | 3:1          | Турне (2)               |
| Генк                           | 6:0          | Серен (3)               |
| Гент                           | 3:0          | Ауд-Геверле (2)         |
| КФ Мехелен                     | 4:2          | Фельдвецельт (3)        |
| Юнайтед (Оферпельт-Фабрек) (2) | 1:2          | Вестерло                |
| 12 листопада 2008              |              |                         |
| Шарлеруа                       | 3:1          | Ронсе (2)               |
| Брюгге                         | 1:0          | Беверен (2)             |
| Жерміналь (Беєрсхот)           | 1:4          | Расінг Мехелен (3)      |
| Кортрейк                       | 1:1 пен. 3:2 | Стандард                |

## 1/8 фіналу
| Команда 1          | Рахунок       | Команда 2     |
| ------------------ | ------------- | ------------- |
| 11 січня 2009      |               |               |
| Брюгге             | 0:1           | Руселаре      |
| 13 січня 2009      |               |               |
| Дендер             | 2:3           | Льєрс (2)     |
| КФ Мехелен         | 2:1           | Андерлехт     |
| 14 січня 2009      |               |               |
| Генк               | 1:0           | Локерен       |
| Расінг Мехелен (3) | 0:0 пен. 10:9 | Зюлте-Варегем |
| Гент               | 2:1           | Мускрон       |
| Кортрейк           | 3:1           | Вестерло      |
| 21 січня 2009      |               |               |
| Серкль (Брюгге)    | 2:1 дч        | Шарлеруа      |

## 1/4 фіналу
| Команда 1               | Заг.    | Команда 2 | 1-й матч | 2-й матч |
| ----------------------- | ------- | --------- | -------- | -------- |
| 27 січня/17 лютого 2009 |         |           |          |          |
| Мехелен                 | 1:0     | Кортрейк  | 1:0      | 0:0      |
| 28 січня/4 лютого 2009  |         |           |          |          |
| Расінг Мехелен (3)      | 1:3     | Льєрс (2) | 1:0      | 0:3      |
| Гент                    | 1:2     | Генк      | 1:0      | 0:2 дч   |
| 28 січня/17 лютого 2009 |         |           |          |          |
| Серкль (Брюгге)         | 2:2 (ч) | Руселаре  | 1:0      | 1:2      |

## 1/2 фіналу
| Команда 1                | Заг.         | Команда 2 | 1-й матч | 2-й матч |
| ------------------------ | ------------ | --------- | -------- | -------- |
| 3 березня/22 квітня 2009 |              |           |          |          |
| Генк                     | 6:3          | Льєрс (2) | 2:2      | 4:1      |
| 4 березня/21 квітня 2009 |              |           |          |          |
| Серкль (Брюгге)          | 3:3 пен. 3:5 | Мехелен   | 2:1      | 1:2      |

## Фінал
| 23 травня 2009 21:45 (UTC+2) |

| Генк              | 2:0      | Мехелен |
| ----------------- | -------- | ------- |
| Огунжимі 42', 62' | Протокол |         |

| Стадіон імені короля Бодуена, Брюссель Глядачів: 48 000 Арбітр: Франк Де Блекере |